# Thomisus ludhianaensis
Thomisus ludhianaensis là một loài nhện trong họ Thomisidae.
Loài này thuộc chi Thomisus. Thomisus ludhianaensis được miêu tả năm 1997 bởi Kumari & Mittal.